# Ольо
Ольо (на италиански: Oglio) е река в Северна Италия (регион Ломбардия, провинции Бреша, Бергамо, Кремона и Мантуа), ляв приток на По. Дължина 270 km, площ на водосборния басейн 6649 km².

## Географска характеристика

### Извор, течение, устие
Река Ольо се образува на 1395 m н.в., при малкото високопланинско село Пезо, в южното подножие на връх Пасо ди Гавия (2621 m) в масива Ортлес (част от Италианските Алпи) от сливането на двете малки съставящи я реки Фриджидолфо (лява съставяща) и Нарканело (дясна съставяща). Първата води началото си от езерото Еркавало (на изток от върха), а втората – от ледника Презен (на запад от върха). В горното си течение (до езерото Лаго д′Изео) протича в дълбока и тясна трогова долина в посока юг-югозапад, между Бергамските Алпи на запад и масива Адамело на изток. При град Ловер се влива в дългото и тясно планинско езеро Лаго д′Изео. След 24 km, при град Сарнико изтича от южния край на езерото (разположено на 185 m н.в.) и навлиза в северната част на обширната Паданска равнина, като до устието се тече първо в южна, а след това в югоизточна посока. В този участък Ольо е типична равнинна река с широка и плитка долина, в която силно меандрира. Тук по цялото си протежение коритото ѝ е оградено с водозащитни диги. Влива се отляво в река По, на 18 m н.в., на 13 km югозападно от град Мантуа.

### Водосборен басейн, притоци
Водосборният басейн на Ольо обхваща площ от 6649 km², което представлява 9,36% от водосборния басейн на река По. На запад водосборният басейн на Ольо граничи с водосборния басейн на река Ада (ляв приток на По), а на изток – с водосборните басейни на реките Адидже и Минчо (леви притоци на По).
Основните притоци на Ольо са предимно десни: Мела (96 km, 1038 km²) и Киезе (160 km, 1375 km²).

### Хидроложки показатели
Река Ольо има смесено снежно-дъждовно подхранване с ясно изразено пролетно пълноводие (в резултат от снеготопенето) и вторично, по-слабо – есенно (от дъждовете през този сезон). Среден годишен отток в устието 137 m³/sec.

## Стопанско значение, селища
В горното течение по течението на реката са изградени няколко валки ВЕЦ-а. По време на пълноводие Ольо е плавателна за плиткогазещи съдове на 70 km от устието си. В долното течение част от водите ѝ се използват за напояване.
По цялото си протежение долината ѝ е гъсто населена, като най-големите селища са градовете: Понте ди Леньо, Тему, Веца д'Ольо, Едоло, Малоно, Чедеголо, Капо ди Понте, Брено, Дарфо Боарио Терме, Сарнико, Палацоло сул'Ольо, Сончино, Понтевико, Кането сул'Ольо, Маркария, Гацуоло